# Об'єднане командування ВМС НАТО
Об'єднане командування ВМС (MARCOM) — центральне командування всіх морських сил НАТО. Командувач MARCOM є головним морським радником Альянсу. При отриманні наказу Верховного головкома ОЗС НАТО в Європі (SACEUR) командування забезпечує ядро штабу, відповідального за ведення морських операцій. Командування розташоване в штаб-квартирі Норсвуд на північному заході Лондона.

## Історія
Коли в 1953 році була створена військова структура командування НАТО, головнокомандувач флоту метрополії британського ВМФ отримав повноваження головнокомандувача у Східній Атлантиці (CINCEASTLANT), що входив у командування SACLANT. Штаб-квартира CINCEASTLANT був створена в штаб-квартирі Норсвуд на північному заході Лондона.
У 2004 році посада головнокомандувача у Східній Атлантиці була перейменована на командувача Об'єднаним командуванням морського компоненту Норсвуд (CC-Mar або AMCCN). Командування, яке у 2010 році було перейменовано на Об'єднане командування ВМС у Норсвуді, підпорядковується Об'єднаному командуванню ОЗС НАТО Брюнсум.
На саміті НАТО в Лісабоні у 2010 році було вирішено створити більш компактну і ефективну командну структуру. В результаті було скорочено число основних штаб-квартир з 11 до 7, зокрема 27 березня 2013 року було розформовано Об'єднане командування ВМС Неаполь, що залишило перейменоване MARCOM єдиним морським компонентом НАТО.

## Роль
MARCOM було створено Північноатлантичною радою для забезпечення взаємодії морських сил НАТО. Командування підпорядковується безпосередньо Верховному головкому ОЗС НАТО в Європі та є провідним голосом з морських питань в Альянсі. Воно відповідає за планування і проведення всіх морських операцій НАТО.